# Gaiwan
Ein Gaiwan (chinesisch 蓋碗 / 盖碗, Pinyin gàiwǎn, Jyutping goi3wun2) auch bekannt als Gaibei (蓋杯 / 盖杯,  gàibēi, Jyutping goi3bui1) oder Juzhong (焗盅,  júzhōng, Jyutping guk6zung1), ist ein chinesisches Gefäß zur Zubereitung und zum Trinken von Tee. Es besteht aus einer Untertasse, einer kugelförmigen Schale und einem Deckel. 

## Geschichte

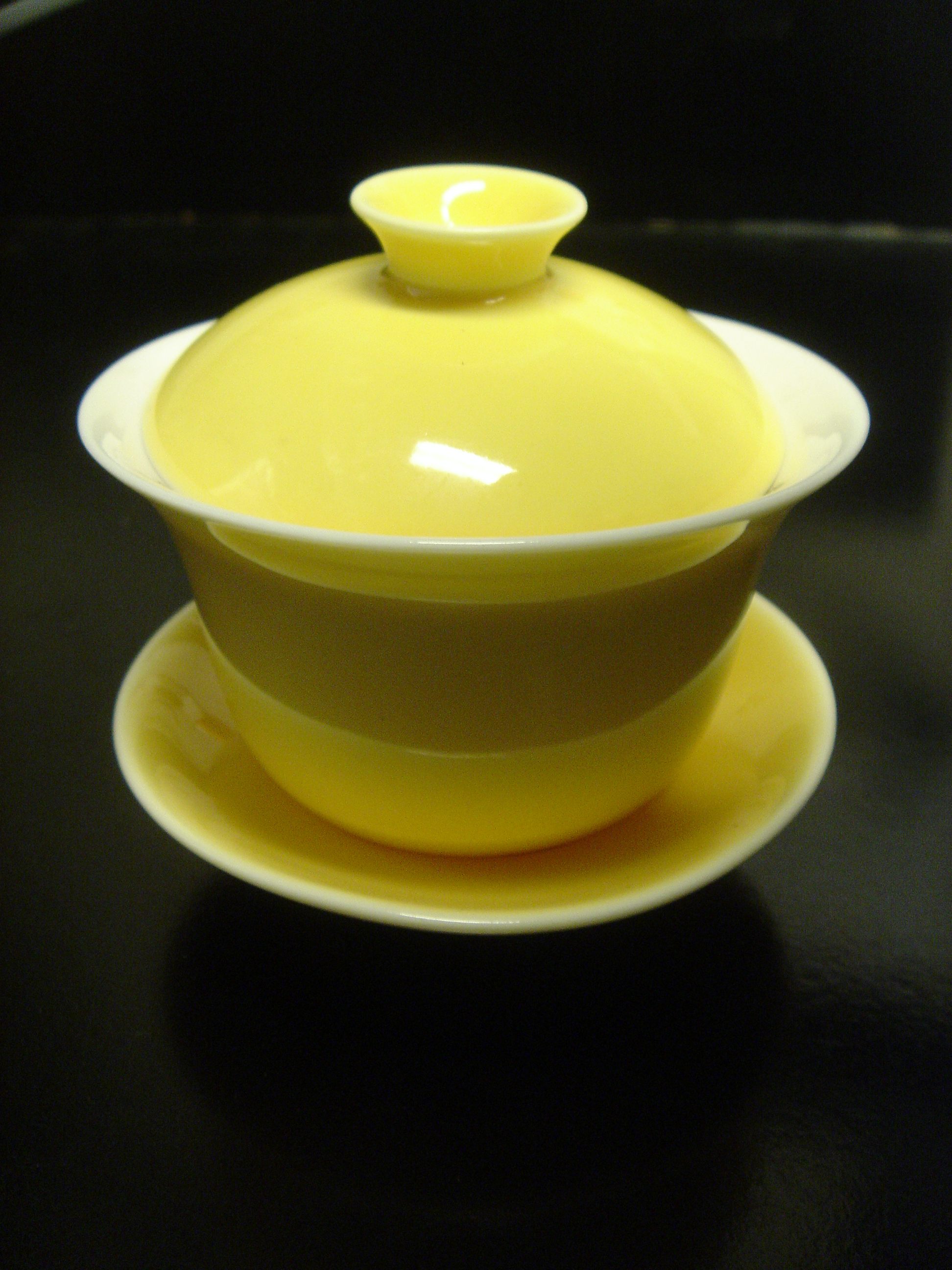
Ein Gaiwan aus Porzellan

Der Gaiwan entwickelte sich aus einer einfachen Teeschale, dem Chawan (茶碗,  cháwǎn, Jyutping caa4wun2), in der der Tee aufgegossen und aus der er dann auch getrunken wurde. Der Chawan ähnelt der in der Teezeremonie gebräuchlichen Matchawan, in der Matcha aufgerührt wird. Noch im 9. Jahrhundert beschreibt der Zeremonienmeister Lu Yu den Gebrauch des einfachen Chawan.
Mit der Ming-Dynastie (1368 bis 1644) änderte sich die Form der Zubereitung: Statt in pulverisierter Form wurden Teeblätter überbrüht und der Tee anschließend abgegossen. Zum Abgießen wurden die Teeblätter mit Hilfe eines Deckels im Aufgussgefäß zurückgehalten. Dabei waren die Zubereitungsgeräte so groß, dass sie mit zwei Händen gehalten werden mussten. Heutige Gaiwan sind kleiner und lassen sich mit einer Hand benutzen. Hier muss der Tee, insbesondere Grüner Tee und Weißer Tee, nicht abgegossen werden. Er kann direkt aus der Aufbrühschale getrunken und wieder aufgebrüht werden.

## Benutzung

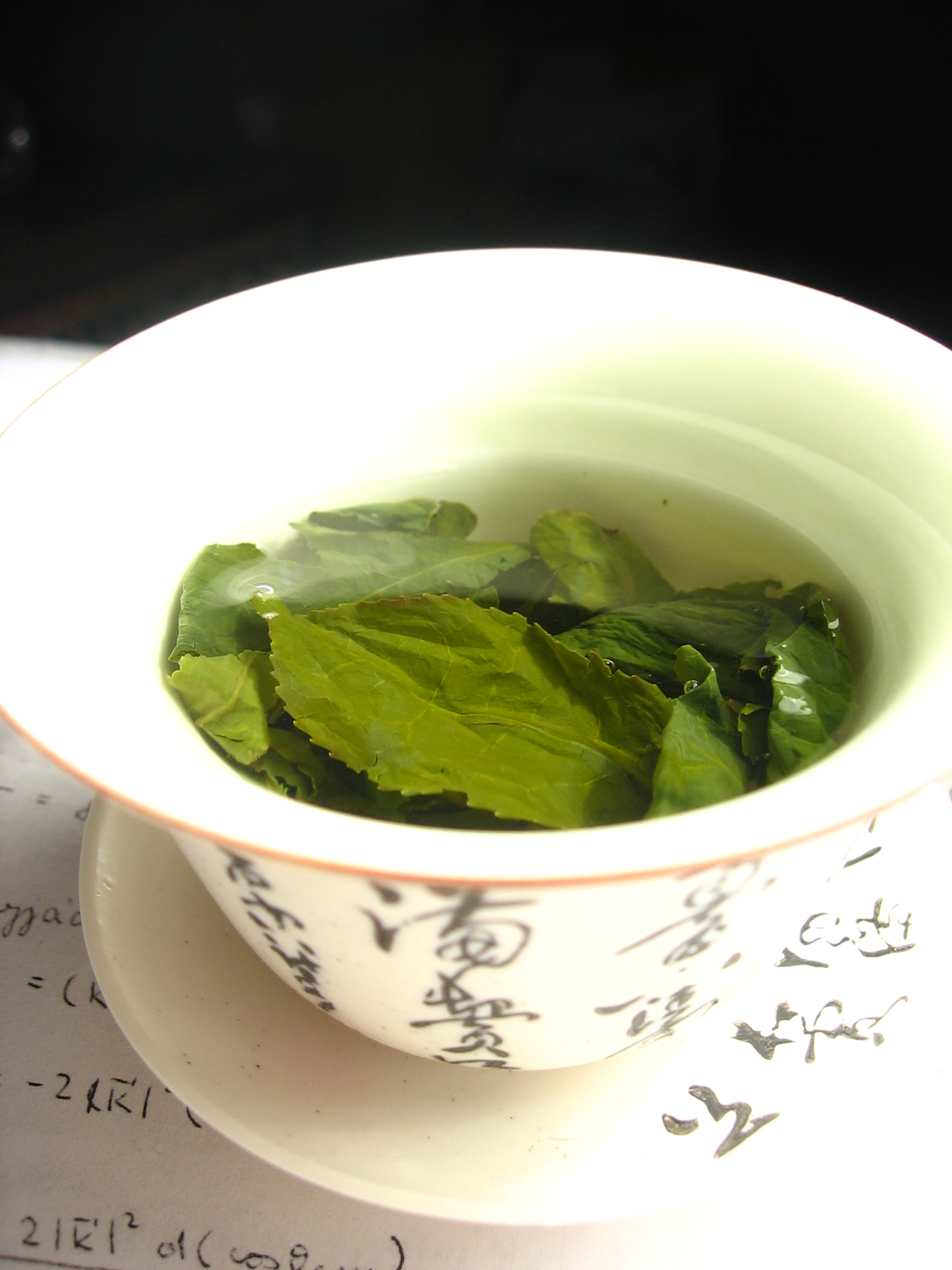
Gefüllter Gaiwan

Wie beschrieben, kann der Gaiwan benutzt werden, um den aufgebrühten Tee direkt aus der Schale zu trinken. Darüber hinaus wird der Gaiwan aber auch als reines Aufbrühgefäß im Rahmen einer Teezeremonie verwendet.
Dabei wird der Gaiwan zunächst mit heißem Wasser ausgespült, um ihn für die Zubereitung zu erwärmen. Dann werden die Teeblätter hinzugegeben, das Wasser aufgegossen und der Deckel aufgelegt. Je nach Teesorte und Zubereitungsart werden unter Umständen die Teeblätter „gewaschen“, indem sie sehr kurz überbrüht und das Wasser wieder abgegossen wird, teilweise mehrfach.
Nach dem Ende der Ziehzeit wird der Deckel etwas schräg aufgelegt, sodass ein Spalt entsteht und der Tee ausfließen kann, die Blätter jedoch zurückgehalten werden. Üblicherweise fasst man den Gaiwan dann so, dass Daumen und Mittelfinger den äußersten Rand berühren, während der Zeigefinger den Deckel fixiert. Der Gaiwan wird dabei von der dem Spalt gegenüberliegenden Seite ergriffen. Jetzt wird der Gaiwan angehoben und der Tee durch den Spalt in die vorgewärmten Trinktassen gefüllt. Dazu bedient man sich meist eines chapan – „Teetabeltt, Teetischs“, der mit Löchern versehen ist, um „vorbeigehende Tropfen“ aufzufangen.